# Megaphragma caribea
Megaphragma caribea är en stekelart som beskrevs av Gérard Delvare 1993. Megaphragma caribea ingår i släktet Megaphragma och familjen hårstrimsteklar.
Artens utbredningsområde är Guadeloupe. Inga underarter finns listade i Catalogue of Life.